# Luminiferous
Luminiferous è il settimo album del gruppo doom metal statunitense High on Fire.

## Tracce
1. The Black Plot – 5:31
2. Carcosa – 7:11
3. The Sunless Years – 5:06
4. Slave the Hive – 3:50
5. The Falconist – 6:06
6. Dark Side of the Compass – 5:30
7. The Cave – 7:40
8. Luminiferous – 4:03
9. The Lethal Chamber – 8:49

## Formazione
- Matt Pike – voce, chitarra
- Jeff Matz – basso
- Den Kensel – batteria